# Giorgos Katsikas
Giorgos Katsikas (Greek: Γιώργος Κατσικάς) (født 14. juni 1990) er en græsk professionel fodboldspiller, der spiller som forsvarsspiller for Dinamo Brest.